# Christer Pettersson
Christer Pettersson (23 de abril de 1947 - 29 de septiembre de 2004) fue sospechoso en 1986 del asesinato de Olof Palme, el primer ministro de Suecia. En 1988, fue arrestado y condenado por el asesinato pero fue liberado al año siguiente.

## Biografía

### Primeros años
Pettersson se crio en una familia de clase media en Solna, en las afueras de Estocolmo y más tarde se trasladó al suburbio Sollentuna. En su juventud asistió a una escuela de teatro (Calle Flygares teaterskola), donde al menos uno de sus profesores le auguraba un futuro prometedor. Sin embargo, Pettersson sufrió una lesión en la cabeza de la que no volvería a recuperarse por completo. Con posterioridad a su lesión, Petterson comenzó un período de abuso de sustancias prohibidas que a la larga le obligaría a abandonar la escuela.
En 1970 mató a un hombre en una calle de Estocolmo, aparentemente sin ninguna provocación, en lo que la prensa sueca apodó como el "Asesinato de bayoneta". Pettersson fue condenado por homicidio involuntario por esta muerte. Después de su puesta en libertad, continuó una vida de delitos menores, que financió su abuso de alcohol y drogas.

### Juzgado por el asesinato de Olof Palme
En la noche del 28 de febrero de 1986, el primer ministro socialdemócrata sueco Olof Palme fue asesinado a tiros en Estocolmo mientras se dirigía a su casa después de acudir al cine con su esposa, Lisbet Palme. Pettersson fue acusado del asesinato de Palme después de una extensa investigación realizada por la policía sueca. Fue arrestado a partir de una denuncia a la policía de la Sra. Palme, que lo reconoció como el hombre que disparó a su esposo. El chivatazo original que condujo a la incriminación de Pettersson ha sido descrito por algunos como muy dudoso. Aunque la pistola Magnum calibre 357 utilizada para matar a Palme nunca fue encontrada, Pettersson fue condenado y sentenciado a cadena perpetua en 1988.
Sin embargo, en 1989, fue liberado después de que un tribunal de apelación encontrara la falta de pruebas, incluyendo el arma asesina desaparecida. También puso en duda la fiabilidad de la identificación de la Sra. Palme. A Pettersson le fueron entregados unos 50.000 dólares en concepto de indemnización por difamación por la policía y por encarcelamiento indebido. Rápidamente se gastó el dinero en alcohol y las drogas, pero fue capaz de aumentar sus ingresos mediante la venta de entrevistas de televisión y en los periódicos. En algunas de esas entrevistas - en particular en [TV3 http://www.tv3play.se/] - Pettersson admitió haber matado a Olof Palme, pero su confesión no fue tratada con seriedad. En varias ocasiones Pettersson señaló que él mismo era un "socialdemócrata", y le gustaba Olof Palme.
En 1998, la Corte Suprema rechazó la apelación de un fiscal para procesar legalmente a Pettersson citando que la evidencia no era lo suficientemente fuerte como para colocarlo en el lugar de los hechos.

### Coma y muerte
El 29 de septiembre de 2004 Pettersson murió en el Hospital Universitario Karolinska supuestamente después de caerse y sufrir una hemorragia cerebral. Estuvo en coma desde el 16 de septiembre de 2004, cuando se sometió a una cirugía de urgencia por lesiones en la cabeza no especificadas. Pettersson había denunciado haber sido golpeado por la policía el 15 de septiembre, un día antes de que fuera encontrado con heridas en la cabeza, con rumores infundados circulando sobre que fue una víctima de la violencia policial. Pettersson fue enterrado en su ciudad natal, Sollentuna, en enero de 2005.
Poco antes de ingresar en el hospital había contactado con el hijo de Olof Palme, Mårten Palme, explicando que tenía algo que decirle a la familia. Palme dijo que estaba dispuesto a reunirse con Pettersson si él estaba dispuesto a confesar el asesinato. Pero la reunión no tuvo lugar, y lo que Pettersson tenía que decirle a la familia nunca fue revelado.
Según un documental emitido en la televisión sueca SVT en febrero de 2006, los amigos de Pettersson afirmaron que él les había confesado su participación en el asesinato de Olof Palme, pero con la explicación de que se trataba de un caso de identidad equivocada. Al parecer, Pettersson tenía la intención de matar a un traficante de drogas y al ver a un sujeto vestido con ropa similar, ocurrió este gravísimo incidente y continuó caminando por la misma calle aquella noche. Después de este dantesco suceso, la policía tuvo varios oficiales en apartamentos y coches cerca del lugar del acontecimiento, pero 45 minutos antes del asesinato, la vigilancia de la policía cesó. A la luz de estas revelaciones, la policía sueca emprendió la revisión del caso Palme y el papel de Pettersson. Sin embargo, en un artículo de opinión en el periódico Dagens Nyheter, el 28 de febrero de 2006, dos importantes periodistas de SVT criticaron dicho documental severamente, alegando que el director y los productores del mismo habían fabricado una serie de declaraciones fantasiosas, omitiendo otras pruebas contradictorias.

### Figura de culto
Tanto antes como después de su muerte, Christer Pettersson había alcanzado cierta notoriedad como una figura de culto, que se presenta como una víctima de la sociedad y como un chivo expiatorio en los medios. Al mismo tiempo se le vio como un forajido y un rebelde, y apareció como un ícono en algunas subculturas, incluyendo la música y el arte.